# Граф Цеппелин (дирижабль)

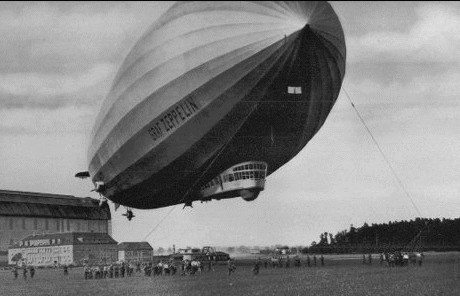
Дирижабль LZ 127 «Граф Цеппелин»

LZ 127 «Граф Цеппели́н» (нем. Graf Zeppelin) — пассажирский цеппелин, построенный в Германии в 1928 году и ставший на то время крупнейшим и наиболее передовым дирижаблем в мире. Своё название воздушный корабль получил в честь немецкого пионера дирижаблей жёсткой системы графа Цеппелина. Разобран в 1940 году.
LZ 127 имел самую счастливую судьбу из всех построенных за всю историю воздухоплавания полутораста жёстких дирижаблей:
в 1929 году совершил первый в истории воздухоплавания кругосветный перелёт;
за девять лет эксплуатации «Граф Цеппелин» провёл в воздухе около 17 200 часов, совершил 590 полётов в разные страны мира, преодолел почти 1,7 млн км, перевёз 13 110 пассажиров и около 70 т грузов и почты; при этом он 143 раза пересёк Атлантический океан и 1 раз — Тихий.

## Конструкция
Длина дирижабля составляла 236,6 м, максимальный диаметр — 30,5 м, наибольшая высота 33,7 м, объём — 105 000 м³, несущий газ (водород) размещался в 17 отсеках. Силовая установка состояла из пяти 12-цилиндровых моторов «Майбах» VL II с водяным охлаждением мощностью 530 л. с. каждый, их суммарная мощность 2650 л. с.
Одним из принципиальных отличий LZ 127 от других цеппелинов было использование для работы двигателей наряду с жидким горючим, газообразного горючего (блау-газа), плотность которого была близка к плотности воздуха, а теплотворная способность значительно выше, чем у бензина. Это позволяло существенно увеличить дальность полёта и избавляло от необходимости затяжелять дирижабль по мере выработки топлива (затяжеление дирижаблей осуществлялось путём выпуска части несущего газа, что создавало ряд экономических и пилотажных неудобств); кроме того, применение блау-газа вело к меньшей, чем в случае установки многочисленных тяжёлых баков с бензином, нагрузке на каркас. Блау-газ находился в 12 отсеках в нижней трети каркаса дирижабля, объём которых мог быть доведён до 30 000 м³ (для водорода в таком случае оставалось 105 000 − 30 000 = 75 000 м³). Бензин брался на борт в качестве дополнительного топлива. Запас бензина и машинного масла мог изменяться в зависимости от задач; например, для арктической экспедиции 1931 года дирижабль был оборудован 40 бензиновыми баками по 740 л (всего было взято 29 600 л бензина) и 9 маслобаками на 1800 кг машинного масла.
Полезная нагрузка дирижабля составляла 22,8 т (при заполнении водородом мешков, предназначенных для блау-газа — около 55 т), максимальная скорость — 128 км/ч, крейсерская — около 115 км/ч. Радиус действия (дальность полёта с учётом возвращения) — около 11 250 км. Продолжительность полёта при крейсерской скорости — 112 часов (более 4,5 суток). Экипаж насчитывал 40—45 человек. Суммарная подъёмная сила (при заполнении 75 тыс. м³ водорода и 30 тыс. м³ блау-газа) — 84,8 тонны, собственная масса корабля 62 тонны, запасная динамическая подъёмная сила — 12 тонн.
Решётчатый каркас дирижабля состоял из дюралюминиевого профиля, в поперечном сечении образовывал правильный двадцативосьмиугольник и был собран из поперечных основных и вспомогательных шпангоутов, соединённых по вершинам многоугольника продольными стрингерами. В задней оконечности было размещено симметричное оперение из четырёх стабилизаторов (двух вертикальных и двух горизонтальных), на концах которых находились рули направления и глубины, соответственно. В корпусе размещались также мешки для водяного балласта, в который при необходимости мог быть добавлен антифриз.

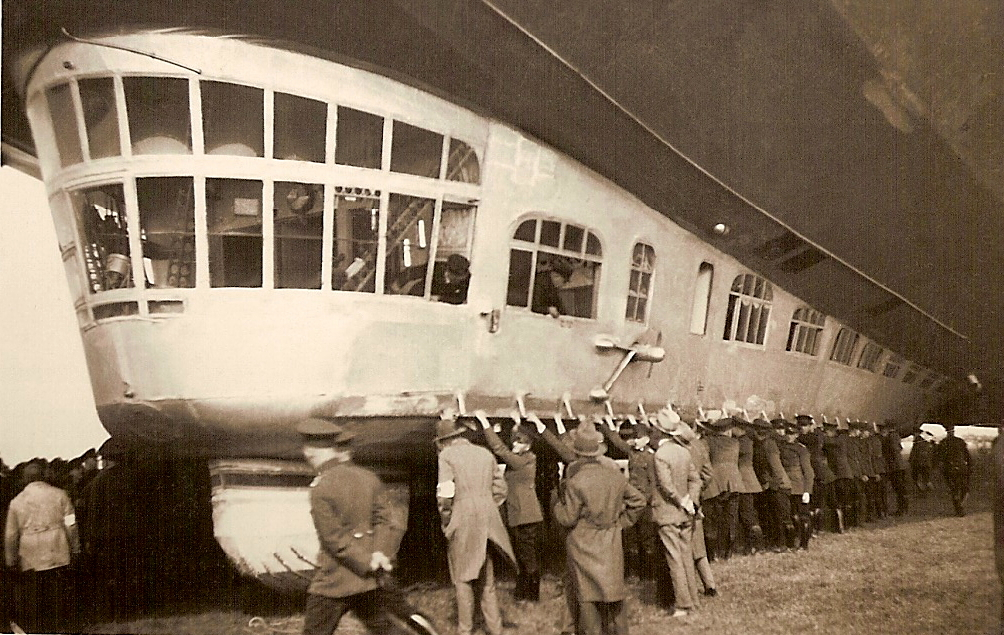
Главная гондола «Графа Цеппелина»

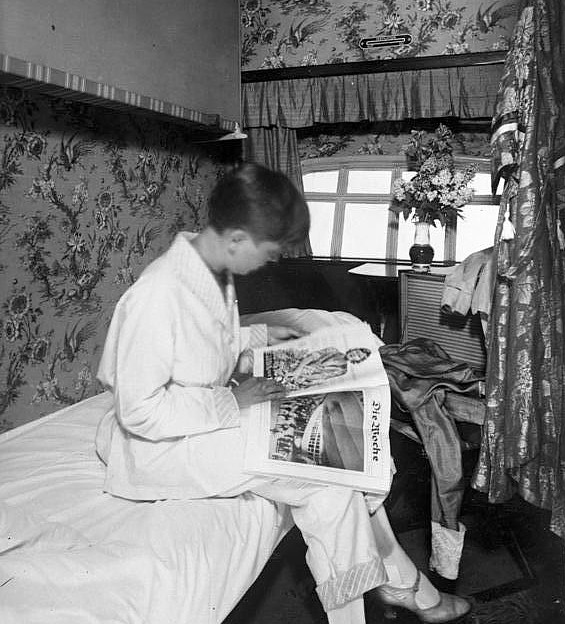
В пассажирской каюте

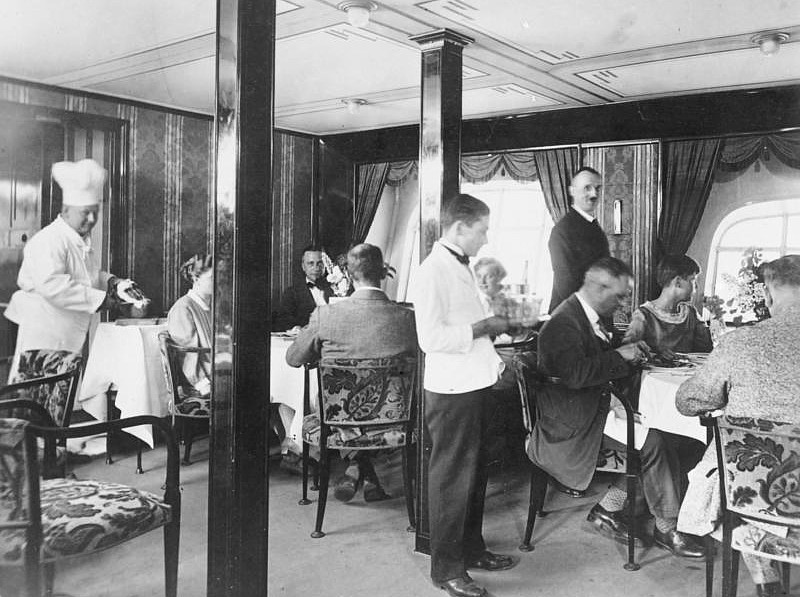
Кают-компания LZ 127

Снизу, непосредственно к корпусу дирижабля, в передней его части жёстко крепилась передняя гондола, длина которой составляла 40 м, ширина — 6 м и максимальная высота — 2,25 м (самая большая в истории дирижаблестроения гондола, в два раза шире и почти в два раза длиннее стандартного вагона пассажирского поезда). В передней части гондолы находилась рубка управления, за ней — служебные и далее — пассажирские помещения. По комфортабельности LZ 127 значительно превосходил самолёты тех времён. Пассажиры размещались в 10 двухместных оборудованных каютах со спальными местами. В передней части пассажирского отсека находилась просторная кают-компания площадью 25 м², в которой одновременно могли разместиться 28 человек. В ней находились четыре больших круглых стола с четырьмя креслами у каждого и четыре откидных столика у каждого из окон с тремя сидениями. Через наклонные окна кают и салона обеспечивались достаточно хороший обзор и освещение. Кухня была рассчитана на обслуживание более 50 человек в течение нескольких суток. Кроме того, имелись почта, умывальные комнаты с горячей и холодной водой, обособленные от них уборные и пр. В целом в гондоле находились, начиная с носа:
- рубка управления:
  - в её передней части расположены штурвал направления с сервомотором, штурвал глубины, ручки управления газом и балластом, машинный телеграф, место командира корабля;
  - в задней части рубки за перегородкой — слева стол навигатора, люк для сообщения с радиорубкой, вход в шахту связи с главным ходом сообщения в корпусе; справа пост сигнализации для связи с землёй флагами и внутренний телефон;
- короткий осевой коридор в кают-компанию; справа вход в камбуз и выходной люк; слева вход в радиорубку;
- кают-компания с дверями в передней и задней переборках;
- длинный осевой коридор с входами в 10 двухместных кают (5 слева и 5 справа, каждая с двумя койками друг над другом и столиком у окна, как в купе спального вагона), затем входы в умывальные комнаты для пассажиров (слева мужская, справа женская);
- отделённый дверью короткий осевой коридор, входы в уборные для пассажиров (слева мужская, справа женская), вход в умывальную комнату для экипажа (слева) и кладовку (справа);
- отделённая дверью площадка на оси гондолы, на ней сзади люк в помещение электрогенераторов, слева лестница в главный ход сообщения[1].

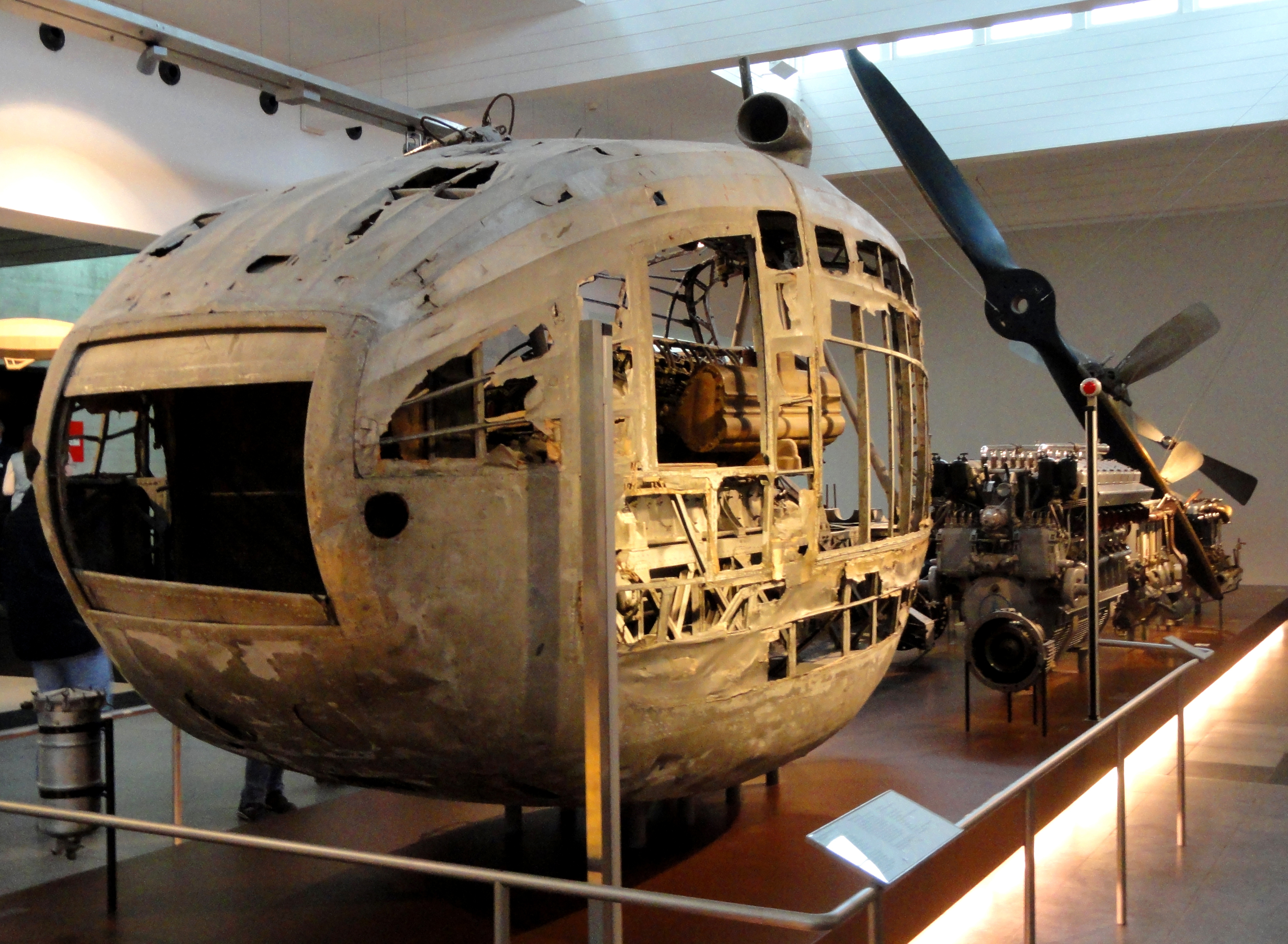
Мотогондола, двигатель и винт LZ 127 в музее

Моторные гондолы обтекаемой формы были размещены в шахматном порядке между передней гондолой и хвостом — четыре по бокам дирижабля, пятая непосредственно под нижним ходом сообщения. Водяной радиатор двигателя располагался в лобовой части мотогондолы. Каждый двигатель был оборудован реверсивной муфтой. Винты деревянные, толкающие, четырёхлопастные (у пятой мотогондолы — двухлопастной).
Гондола управления, моторные гондолы, кабины командира и главного бортинженера, запасной пост управления и отдельные точки в корпусе были связаны телефоном. Внутри каркаса находились два хода сообщения. Верхний ход сообщения вёл от носовой точки к корме вдоль оси корпуса и немного ниже её. Он служил для проверки газовых отсеков и клапанов. Главный ход сообщения проходил от носовой точки вдоль всей нижней части дирижабля до нижнего стабилизатора, где располагались запасные штурвалы направления и высоты на случай обрыва штуртросов, ведущих из рубки в передней гондоле. В главном ходе и возле него размещались также (от носа к корме) устройство для швартовки к причальной мачте; гайдропы, выпускаемые через специальные люки; отдельное помещение для радиопеленгатора (справа); шахта сообщения с передней гондолой (слева); кабина командира; кабины команды; кабина главного бортинженера с приборами управления и контроля (справа). Через главный ход сообщения можно было попасть во все моторные гондолы. По главному ходу и вдоль него располагались ёмкости для бензина, моторного масла, жидкого балласта, насосы для дифферентовки корабля путём перекачивания жидкостей между баками, а также место для всего груза и припасов. В главном ходе за передней гондолой находились электрические генераторы мощностью в 3 кВт, обеспечивавшие электроэнергией бортовых потребителей (обогреватели помещений, радиостанция, освещение, камбуз).
На борту имелись длинноволновая (150 Вт на передачу) и коротковолновая (50 Вт на передачу) радиостанции. Тросовые антенны длиной до 120 м в полёте опускались сквозь пол радиорубки под дирижабль с помощью грузов, представляющих собой декоративные модели дирижабля. Радиостанции питаются от общей бортовой электросети, однако имеется также небольшой внешний ветрогенератор, работающий от набегающего потока воздуха. В целях пожарной безопасности радиорубка имела отдельную от всего корабля систему вентиляции, при стравливании водорода передача прекращалась, чтобы избежать возникновения искр между металлическими предметами.
Для арктической экспедиции 1931 года дирижабль был частично переоборудован: дно главной гондолы сделано водонепроницаемым, под ней и под задней моторной гондолой смонтированы поплавки, удалены столы и мягкие кресла из кают-компании, демонтирована часть переборок между пассажирскими каютами, внутренние двери заменены занавесками, установлено оборудование для аэрофотосъёмки и магнитометры.

## История
Осенью 1925 года по инициативе Хуго Эккенера — одного из пионеров управляемого воздухоплавания и соратника графа Цеппелина, в Германии был организован общенациональный сбор пожертвований на создание нового крупного экспериментального транспортного цеппелина. Удалось собрать 2,3 млн. марок, послуживших основой для постройки дирижабля LZ 127. Он стал 117-м дирижаблем, построенным концерном «Цеппелин» с 1900 года.

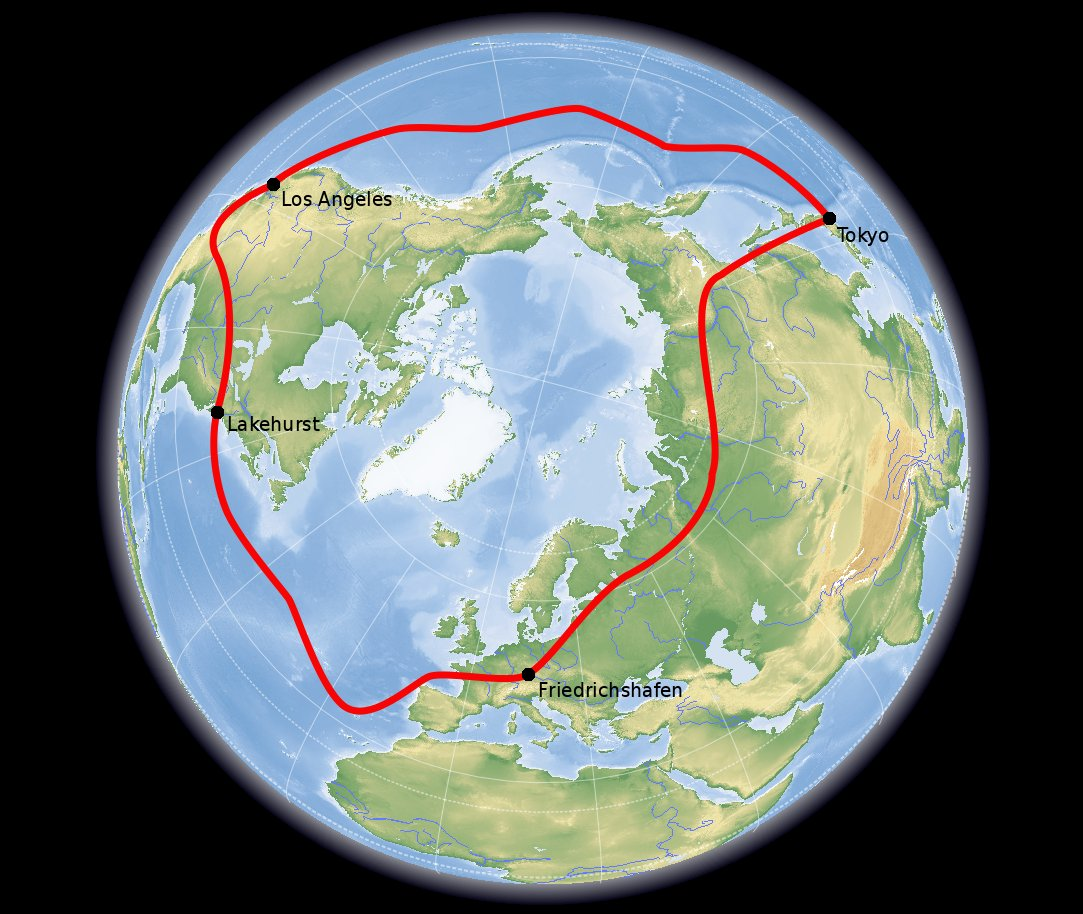
Маршрут кругосветного перелёта 1929 года

8 июля 1928 года, в день 90-летия графа Цеппелина, единственная дочь графа торжественно окрестила его именем корабль LZ 127. Свой первый полёт дирижабль LZ 127 «Граф Цеппелин» совершил 18 сентября 1928 года.
В августе—сентябре 1929 года дирижабль под командованием Хуго Эккенера осуществил первый в истории воздухоплавания кругосветный перелёт. Стартовав в Лейкхерсте, «Граф Цеппелин» за 20 суток преодолел более 34 тыс. км со средней полётной скоростью около 115 км/ч, совершив при этом лишь три промежуточные посадки — во Фридрихсхафене, Токио и Лос-Анджелесе. Основной целью перелёта была пропаганда возможностей жёстких дирижаблей, попутно делались метеорологические наблюдения.
С 18 мая по 6 июня 1930 года «Граф Цеппелин» совершил круговой перелёт в Южную и Северную Америку. В 1931 LZ 127 начал регулярные полёты в Бразилию. Начиная с 1936 года часть рейсов в Южную Америку была возложена на новый цеппелин LZ 129 «Гинденбург», который открыл воздушную линию и в Северную Америку (технические возможности «Графа Цеппелина» были недостаточны для регулярных полётов через Северную Атлантику).
10 сентября 1930 года «Граф Цеппелин» прилетал в Москву, а 26—30 июля 1931 года он с научными целями (неофициально также и разведывательными) пролетел над значительной частью советской Арктики по маршруту Архангельск, Земля Франца-Иосифа, Северная Земля, Мыс Челюскин, Диксон, Новая Земля, Архангельск, произведя при этом подробную аэрофотосъёмку. Во время арктического полета на его борту были четверо советских специалистов: профессор Р. Л. Самойлович (научный руководитель экспедиции), Эрнст Кренкель (один из радистов), профессор П. А. Молчанов (метеоролог) и Ф. Ф. Ассберг (инженер-воздухоплаватель). Во время этого перелёта дирижабль совершил посадку на воду в бухте Тихой острова Гукера (Земля Франца-Иосифа) и обменялся почтой с советским ледоколом «Малыгин», на борту которого в тот момент находились, в частности, И. Д. Папанин и Умберто Нобиле. Эти отправленные в основном филателистами разных стран мира почтовые отправления (общим количеством 46 444), погашенные в Арктике, были одним из источников финансирования экспедиции. На борту дирижабля находился также журналист Артур Кёстлер.
После окончания арктической экспедиции «Графа Цеппелина» копия всех научных материалов, согласно договору, была отправлена в СССР, однако, аэрофотосъемки Земли Франца-Иосифа среди них не оказалось. На официальный запрос немецкая сторона сообщила, что фотографии не получились, тем не менее, во время Великой Отечественной войны в центре района, обследованного дирижаблем (Земля Александры и Земля Георга), была построена секретная немецкая полярная станция, остатки которой обнаружили в 1951 году. В настоящее время в нескольких километрах от этого места расположена военная база и аэродром Нагурское.
После катастрофы дирижабля «Гинденбург» регулярные полёты LZ 127 были прекращены. Вскоре «Граф Цеппелин» был превращён в музей. Конец немецкого дирижаблестроения пришелся на начало Второй мировой войны, когда весной 1940 года по приказу немецкого командования LZ 127 «Граф Цеппелин», а также одноимённый LZ 130 «Граф Цеппелин» (построенный в 1938 году на основе LZ 129 и называемый часто именем «Граф Цеппелин II») были разобраны, а их части использованы в военной промышленности.

## «Граф Цеппелин» в филателии
В городе Люцерн были представлены почтовые марки с изображением дирижабля «Граф Цеппелин», пролетающего над городом Токио; над Северным полюсом на фоне моржа и русского ледокола «Малыгин»; над Девятиарочным мостом национального парка Хортобадь; над Голштинскими воротами города Любек; над Тауэрским мостом; над Федеральным дворцом Чикагской Всемирной выставки и над швейцарским городом Люцерн.

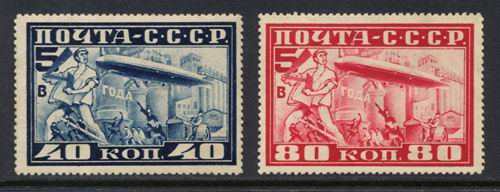
Почтовая марка, СССР, 1930
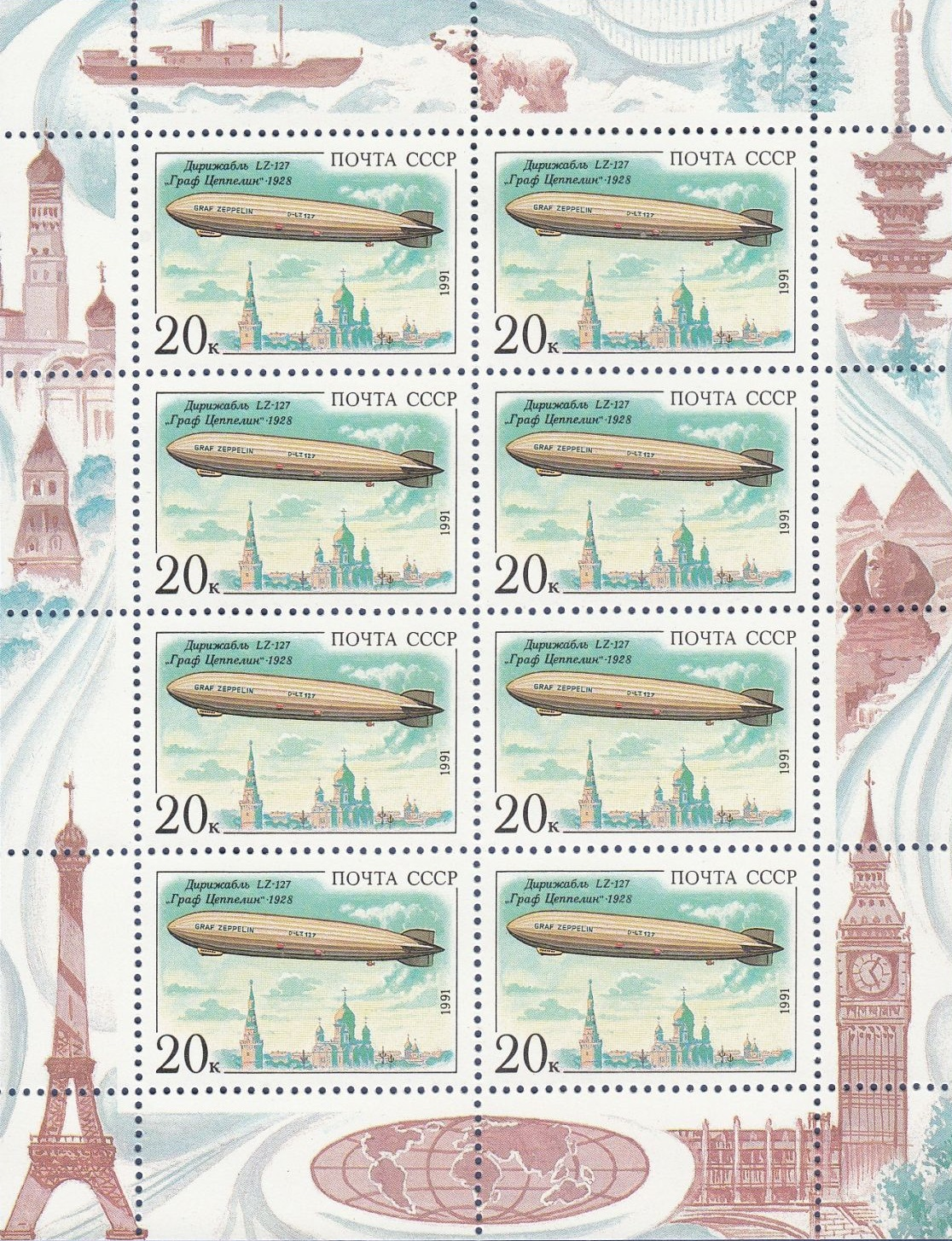
Почтовый лист, 1991 год. СССР